# Лозница (Сърбия)
Вижте пояснителната страница за други значения на Лозница.
Лозница (на сръбски: Лозница) е град в Мачвански окръг, Западна Сърбия в близост до Босна и Херцеговина.
Пощенският му код е 15300, а телефонният е +381 15. МПС кодът му е ЛО.
Намира се на 142 м н.в. Градът е с умереноконтинентален климат. Има население от 19 212 жители (2011 г.).
Получава статут на град през януари 2008 г.